# Малакян Гор Шаваршович
Гор Шава́ршович Малакя́н (вірм. Գոռ Շավարշի Մալաքյան, нар. 12 червня 1994, Єреван, Вірменія) — вірменський футболіст, фланговий півзахисник клубу «Арарат-Вірменія» та збірної Вірменії.

## Клубна кар'єра
Народився 12 червня 1994 року в місті Єреван. Вихованець футбольної школи клубу «Пюнік». З 2010 року виступав у складі другої і третьої команди клубу, граючи в Першій лізі.
З сезону 2011 року став виступати в основній команді, в якій провів три сезони, взявши участь у 57 матчах чемпіонату. За цей час двічі виграв з командою Кубок Вірменії і одного разу національний суперкубок.
Протягом першої половини сезону 2014/15 грав за «Алашкерт», після чого увесь 2015 рік провів у «Шираку». Більшість часу, проведеного у складі команди з Ґюмрі, був основним гравцем команди.
У лютому 2016 року підписав трирічний контракт з кам'янською «Сталлю».
В липні 2018 став гравцем «Арарат-Вірменія» (Єреван).

## Виступи за збірні
2010 року дебютував у складі юнацької збірної Вірменії, взяв участь у 12 іграх на юнацькому рівні.
З 2013 року залучався до складу молодіжної збірної Вірменії. На молодіжному рівні зіграв у 11 офіційних матчах, забив 2 голи.
25 березня 2016 року дебютував у складі збірної Вірменії в товариському матчі зі збірною Білорусі.

## Титули і досягнення
- Чемпіон Вірменії (2):

«Арарат-Вірменія»: 2018–19, 2019–20
- Володар Кубка Вірменії (2):

«Пюнік»: 2012–13, 2013–14
- Володар Суперкубка Вірменії (2):

«Пюнік»: 2011: «Арарат-Вірменія»: 2019

## Особисте життя
Молодший брат Едгара Малакяна, іншого вірменського футболіста, гравця національної збірної, разом з яким виступав за «Пюнік», «Алашкерт», «Ширак» та «Сталь».